# Michael Voss (Maler)
Michael Voss (* 1963 in São Paulo, Brasilien) ist ein in New York lebender Maler mit deutscher und brasilianischer Staatsbürgerschaft.

## Leben
Michael Voss wuchs in Sao Paulo und später in München auf. Hier besuchte er von 1992 bis 1997 die Akademie der Bildenden Künste. Von 1997 bis 2000 studierte er am Hunter College of the City New York. Seit seinem dortigen Abschluss arbeitet er als freier Künstler und stellt vor allem in den USA und Deutschland aus. Er ist mit der Künstlerin Lael Marshall verheiratet.

## Werk
Seine gegenstandslosen Gemälde malt Michael Voss vorwiegend mit Öl auf Leinwand. Selten, doch auffällig sind Werke, für die er Graphit als flächendeckende Farbe benutzt. Ebenfalls selten sind Tuschezeichnungen auf Sperrholz oder Tennisbällen. Voss‘ Ölbilder sind fast immer erkennbar mehrschichtig angelegt, so dass unten liegende Farben durch später aufgetragene Farben hindurch scheinen. Manchmal lassen sich auch nur die Konturen der weiter unten liegenden Farbschichten bemerken. Der Farbauftrag wird jedoch nicht nur von unten nach oben aufgebaut. Umgekehrt wird auch Farbe wieder abgetragen, werden die Schichten also in die entgegengesetzte Richtung durchbrochen. Obwohl die Bilder keine erkennbaren Dinge wiedergeben, sind sie oft mit Personennamen benannt. Um seine Bilder zu entwickeln spielen für den Maler Intuition, Offenheit und das Streben nach Einfachheit eine große Rolle. Ein weiteres auffallendes Merkmal der Bilder ist das durchweg kleine Format (ca. 40 × 30 cm), wobei die genauen Maße der intim wirkenden Bilder nie gleich sind, sondern um einige Zentimeter variieren. So ist jedem Bild seine ganz eigene Größe angepasst bzw. wird aus jedem ausgewählten Format heraus das angemessene Bild entwickelt. In einer Ausstellungsbesprechung interpretiert Kenneth Baker diese Arbeit am Detail („insistence on detail“) quasi als eine Anleitung für die Betrachtenden, mit Hilfe der Bilder den Wert der Dinge allgemein zu begreifen und zu schätzen.

## Ausstellungen (Auswahl)
- 2017 New paintings and related drawings, 57 W 57 Arts, New York City; Summer Invitational, Edward Thorp Gallery, New York City; Volta, Basel, presenting George Lawson Gallery, San Francisco; Bilder aus New York, Galerie Wittenbrink, München
- 2016 Eight Paintings, George Lawson Gallery, San Francisco
- 2015 Suchness/Sosein, Raum X, London
- 2014 Selected Paintings, George Lawson Gallery, San Francisco
- 2013 Reason & Romance, Gallery 6b, Brüssel; What I like about you, Parallel Space, Brooklyn, New York; Potentials, Gridspace, Brooklyn, New York
- 2012 Paintings with Names, Birch Libralato Gallery, Toronto, Canada; ERETAI, Riverside Art Museum, Riverside, Canada